# Encore (Live & Direct – The Whole Story)
«Encore» (рус. «Бис») — концертный альбом и сборник всех клипов на DVD группы Scooter, вышедшие одновременно в 2002 году.

## Об альбоме

### CD
Концерт носит наименование «Encore - Live & Direct». Концертная версия вышла также в формате CD. Запись концерта происходила в начале 2002 года в Кёльне. Бонус-треком к концерту стал первый сингл, записанный группой в новом составе после ухода Акселя Куна и прихода Джея Фрога — «Nessaja». Поэтому данный альбом можно одновременно охарактеризовать как одно из подведений итогов Второй Главы творчества Scooter и началом Главы Третьей (см. статью Scooter).
Авторами «Nessaja» являются Maffay / Zuckowski. Песня выпущена в 2000 году (Red Rooster / BMG). Над английской версией «Nessaja» работали продюсерская группа Ферриса Бюллера и Аксель Кун.

### DVD
DVD, вышедший одновременно с «Encore — Live & Direct», носит название «Encore (The Whole Story)». Это стал первый DVD-сборник группы, на нём присутствуют все клипы коллектива с 1994 по 2002 год, включая «Nessaja». Кроме клипов, на диске присутствует обширная мультимедийная часть, история, фотографии, видео с интервью, за сценой во время съёмок клипов. Номер в каталоге Sheffield Tunes: 013946-2STU; 013946-2STU

## Список композиций
Музыка, слова, аранжировка — Эйч Пи Бакстер, Рик Джордан, Джей Фрог, Йенс Теле. Текст — Эйч Пи Бакстер.

### Encore — Live & Direct (концерт)CD
1. Posse (I Need You On The Floor) — Live (5:03) (Народ (Ты мне нужен на танцполе))
2. We Bring The Noise! — Live (3:59) (Мы приносим шум)
3. R U :) ? — Live (5:25) (Вы счастливы?)
4. Aiii Shot The DJ — Live (3:27) (Яааа пристрелил Ди Джея)
5. Faster Harder Scooter — Live (3:56) (Быстрей Круче Скутер)
6. I’m Raving — Live (4:04) (Я рейвую)
7. Call Me Mañana — Live (4:20) (Зови меня Завтра)
8. Fuck The Millennium — Live (4:09)
9. Am Fenster — Live (6:01) (На окне)
10. Eyes Without A Face — Live (3:44) (Глаза без лица)
11. No Fate — Live (4:12) (Нет судьбы)
12. Greatest Beats+How Much Is The Fish?+Bird — Live (6:52) (Величайшие ритмы+По чём рыба?+Птица)
13. Ramp! (The Logical Song) — Live (4:45) (Рампа! (Логическая песня))
14. The Age Of Love — Live (3:06) (Поколение любви)
15. Fire — Live (3:14) (Огонь)
16. Endless Summer — Live (3:24) (Вечное лето)
17. Hyper Hyper — Live (2:37) (Гипер Гипер)
18. Nessaja (3:28) (Нессайя)

### Encore (The Whole Story) Live In Concert (DVD 1.)
1. Posse (I Need You On The Floor)*
2. We Bring The Noise
3. R U J ?
4. Aiii Shot The DJ *
5. FasterHarderScooter *
6. I’m Raving
7. Rhapsody in E
8. Stuttgart
9. Call Me Mañana
10. Fuck The Millennium *
11. Habanera
12. Am Fenster
13. Eyes Without a Face
14. No Fate
15. Greatest Beats + How Much Is The Fish? + Bird
16. Ramp! (The Logical Song)*
17. The Age of Love *
18. Fire *
19. Endless Summer
20. Hyper Hyper + Don’t Your Forget About Me
21. Move Your Ass!

- Alternate Angles on selected live tracks (*)
- Tour & Backstage Documentary
- Band’s Comments on Live Tracks

### Encore (The Whole Story) (видеоклипы на DVD)
1. Hyper Hyper (3:30) (Гипер Гипер)
2. Move Your Ass! (3:55) (Двигай попой)
3. Friends (3:37) (Друзья)
4. Endless Summer (3:55) (Вечное лето)
5. Back In The U.K. (3:24) (Назад в С. К.)
6. Let Me Be Your Valentine (3:47) (Позволь мне быть твоим Валентином)
7. Rebel yell (3:58) (Бунтарский крик)
8. I’m Raving (3:36) (Я рейвую)
9. Break It Up (3:26) (Разбей это)
10. Fire (3:32) (Огонь)
11. The Age Of Love (3:50) (Поколение любви)
12. No Fate (3:48) (Нет судьбы)
13. How Much Is The Fish? (3:47) (По чём рыба?)
14. We Are The Greatest (3:27) (Мы — величайшие)
15. I Was Made For Lovin’You (3:34) (Я был создан чтобы любить тебя)
16. Call Me Mañana (3:40) (Зови меня Завтра)
17. Faster Harder Scooter (3:42) (Быстрей Круче Скутер)
18. Fuck The Millennium (3:58) (Пошли Тысячителтие)
19. I’m Your Pusher (3:48) (Я ваш толкач)
20. She’s The Sun (3:45) (Она — Солнце)
21. Posse (I Need You On The Floor) (3:50) (Народ (Ты мне нужен на танцполе))
22. Aiii Shot The DJ (3:30) (Яааа пристрелил Ди Джея)
23. Ramp! (The Logical Song) (3:55) (Рампа! (Логическая песня))
24. Nessaja (Uncensored version)  (3:29) (Нессайя)
25. Move your ass (Danceband Version) Live In Viva Tv *
26. Fire (DONS Burn Rubber remix)*
27. Sation IDs «Outtakes» (Intervives)*
28. MTV Partyzone remix*
29. Tv Show During Promotion Tour East Asia *
30. Scooter Studio Tuor *
31. Nessaja (Censored version)*
32. Making of Back In the U.K.
33. Making of Rebel Yell
34. Making of Aiii Shot The DJ
35. Making of Ramp! (The Logical Song)

- Discography
- Photo gallery
- Quiz with hidden sections (*)

## Награды
Два диска попали по отдельности в чарты разных стран. «Encore — Live & Direct» попал в хит-парады 12 стран и получил 1 золото. DVD «Encore (The Whole Story)» получил золото в Германии.
«Encore — Live & Direct»
- Норвегия —  Золото, 6
- Эстония — 4
- Венгрия — 12
- Германия — 13
- Австрия — 25
- Чехия — 26
- Ирландия — 28
- Швеция — 53
- Франция — 62
- Швейцария — 71
- Дания — 84
- Нидерланды — 99

«Encore (The Whole Story)»
- Германия — Золото, 1

## Синглы
В качестве сингла вышла 1 композициа с альбомов, — «Nessaja».
| Обложка | Название       | Трек-лист | Награды |
| ------- | -------------- | --- | --- |
|         | Nessaja (2002) | 1. «Nessaja» (03:20) 2. «Nessaja (Extended)» (05:18) 3. «Nessaja (The Ultimate Clubmix)» (07:09) 4. «Shortbread» (03:55) Nessaja (Limited edition) 1. «Radio edit» (3:28) 2. «Extended» (5:18) 3. «The Ultimate Clubmix» (7:09) 4. «Topmodelz mix» (5:40) 5. «Video -Uncensored Version» (3:28) CD single (2-track) 1. «Nessaja» (3:28) 2. «Nessaja — The Ultimate Clubmix» (7:09) | - Германия — , 1 - Норвегия — , 2 - Швеция — , 21 - Израиль — 1 - Молдавия — 1 - Австрия — 2 - Эстония — 2 - Великобритания — 4 - Дания — 5 - Финляндия — 7 - Швейцария — 7 - Ирландия — 7 - Венгрия — 10 - Бельгия — 16 - Нидерланды — 21 - Австралия — 2 |